# Otto Krug (Chemiker)
Otto Krug (* 24. Juli 1863 in Besse; † 25. Dezember 1927 in Speyer) war ein deutscher Lebensmittelchemiker. Er leitete eineinhalb Jahrzehnte lang die Institution, die heutzutage unter der Bezeichnung Landwirtschaftliche Untersuchungs- und Forschungsanstalt Speyer bekannt ist. 

## Leben

### Herkunft, Ausbildung und Privatleben
Er kam 1863 als Sohn eines Landwirtes im nordhessischen Dorf Besse zur Welt, das damals zum Kurfürstentum Hessen gehörte. Nachdem er zunächst an der Schule seines Heimatortes unterrichtet worden war, besuchte er zwischen Ende September 1877 und Ostern 1885 das Realgymnasium I. Ordnung in Kassel. 
Nach der Reifeprüfung immatrikulierte er sich für ein Studium der Naturwissenschaften mit besonderem Schwerpunkt auf Chemie an der Philipps-Universität in Marburg. Zu diesem Zeitpunkt leistete er auch seinen Militärdienst ab. Anschließend studierte er zwei Semester an der Friedrich-Wilhelms-Universität in Berlin, vier Semester an der Georg-August-Universität in Göttingen sowie zwei Semester an der Ruprecht-Karls-Universität in Heidelberg. Zu seinen Professoren an diesen vier Standorten zählten unter anderem Franz Melde, Georg Hermann Quincke und Eduard Riecke in Physik, Friedrich Georg Kohl in Botanik, Emil du Bois-Reymond in Physiologie, Theodor Liebisch in Mineralogie, Karl Heinrich Rosenbusch in Geologie sowie Siegmund Gabriel, Ludwig Gattermann, Paul Jannasch, Rudolf Leuckart, Victor Meyer, Karl Polstorff, Carl Rammelsberg, Eugen Sell, Ferdinand Tiemann, August Wilhelm von Hofmann, Wilhelm Will und Theodor Zincke in Chemie. Schließlich wurde er 1891 in Heidelberg – betreut von Doktorvater Meyer – mit der Dissertation Beiträge zur Kenntnis der negativen Natur organischer Radicale promoviert. 
Krugs einziger Sohn fiel während des Ersten Weltkrieges als Soldat an der Westfront in Frankreich. Er selbst starb Ende 1927 im Alter von 64 Jahren nach längerer Krankheit.

### Berufliche Karriere
Den Einstieg ins Berufsleben fand Krug nach seiner Promotion mit jeweils kurzen Stationen in einem privaten Chemielabor in Frankfurt am Main sowie an der Landwirtschaftlichen Versuchsstation Hildesheim.
Zum 1. Oktober 1891 erhielt er eine Anstellung bei der Landwirtschaftlichen Kreisversuchsstation und öffentlichen Untersuchungsanstalt für Nahrungs- und Genussmittel in Speyer (damals zum Königreich Bayern gehörend). Dort wurde er bereits 1893 zum ersten Assistenten und stellvertretenden Direktor ernannt. Einige Jahre später erteilte man ihm 1900 sogenannte „pragmatische Rechte“ und verlieh ihm in diesem Zusammenhang den Titel eines Inspektors; bald darauf erfolgte 1902 die Ernennung zum Oberinspektor. Für seine besonderen Verdienste um die Durchführung der Weinkontrolle wurde ihm 1909 der Ehrentitel „Professor“ zuerkannt. Schließlich wurde Krug nach dem Rücktritt des bisherigen Direktors Anton Halenke zum 1. April 1912 neuer Direktor der Kreisversuchsstation. Dieses Amt sollte er bis zu seinem Tod innehaben. Unter seiner Ägide entstand ein Neubau der Station, der im Herbst 1915 eingeweiht werden konnte.

## Wissenschaftliches Wirken
Bedingt durch die räumliche Nähe seines Arbeitsortes zum Weinanbaugebiet Pfalz und durch die zahlreichen Beziehungen der Kreisversuchsstation zum Weinbau – ihr unterstand beispielsweise die regelmäßige Weinkontrolle – konzentrierte sich Krug in seinen wissenschaftlichen Forschungen vor allem auf die Weinchemie. Er lieferte für die Ergebnisse der amtlichen Weinstatistik regelmäßige Beiträge zur Wein- und Moststatistik sowie Berichte über fortlaufende Versuche zum Säureabbau naturreiner und verbesserter Weine. Abseits önologischer Themen befasste er sich in Fachartikeln unter anderem auch mit der Beurteilung von Wurstwaren, beispielsweise anhand der Feder’schen Verhältniszahl.

## Charakterisierung
Die folgende Beschreibung von Krugs Charakter, Arbeitseinstellung und Umgang mit Mitarbeitern entstammt dem Nachruf, den sein Nachfolger im Amt des Direktors der Kreisversuchsstation Max Kling und der Oberregierungschemiker Georg Fießelmann im Frühjahr 1928 auf ihn verfassten. Ihnen zufolge war Krug 
„ein Beamter von altem Schrot und Korn, beseelt von einem unermüdlichen Fleiß, bewundernswerter Arbeitsfreudigkeit und vorbildlichem Pflichtgefühl. [...] Krug war ein treuer Hüter des Weingesetzes. Immer bestrebt, dem Gesetze Geltung zu verschaffen, kämpfte er mit nie erlahmender Kraft in Wort und Schrift um die als richtig erkannte Auslegung des Gesetzes. Dabei blieben ihm harte Kämpfe und schwere Angriffe von seiten der Gegner nicht erspart. Aber unerschrocken verfocht er das von ihm als richtig Erkannte mit einem unbeugsamen Pflichteifer, der Freund und Gegner mit gleicher Hochachtung vor [seinem] Charakter [...] erfüllen mußte. [...] Krug war ein fürsorglicher Gatte und liebevoller Vater, ein kerndeutscher Mann. [...] Die Beamten der Anstalt verlieren in dem Verstorbenen einen wohlwollenden Vorgesetzten, der stets bemüht war, die Interessen seiner jüngeren Kollegen zu fördern.“

## Mitgliedschaften
Otto Krug war Mitglied folgender Berufsverbände und Interessensgemeinschaften:
- Verein Deutscher Nahrungsmittelchemiker (zeitweise auch Vorstandsmitglied)
- Landwirtschaftlicher Kreisausschuss der Pfalz
- Verband landwirtschaftlicher Versuchsstationen im Deutschen Reiche (dort Mitglied des Ausschusses für die Untersuchung der Pflanzenschutzmittel)
- Pfälzische Gesellschaft zur Förderung der Wissenschaften (Gründungsmitglied)

## Publikationen (Auswahl)
- Beiträge zur Kenntnis der negativen Natur organischer Radicale. Verlag von Friedrich Scheel, Kassel, 1891, 33 Seiten.
- Beiträge zur Kenntnis des Natrongehaltes der Traubenweine. In: Zeitschrift für Untersuchung der Nahrungs- und Genußmittel sowie der Gebrauchsgegenstände. Band 10, 1905, Seiten 417–421.
- Zum Nachweis von Citronensäure im Wein. In: Zeitschrift für Untersuchung der Nahrungs- und Genußmittel sowie der Gebrauchsgegenstände. Band 11, 1906, Seiten 155–156.
- Einige weitere Beiträge zur Kenntnis des Natrongehaltes der Traubenweine. In: Zeitschrift für Untersuchung der Nahrungs- und Genußmittel sowie der Gebrauchsgegenstände. Band 13, 1907, Seiten 544–547.
- Die Beschaffenheit des Weinextraktes, ein Kennzeichen zur Beurteilung des Weines. In: Zeitschrift für Untersuchung der Nahrungs- und Genußmittel sowie der Gebrauchsgegenstände. Band 14, 1907, Seiten 117–120.
- mit Anton Halenke: Vergleichende Versuche über den Säurerückgang in ungezuckerten und gezuckerten Weinen des Jahrgangs 1908 aus dem Weinbaugebiet der Pfalz. In: Arbeiten aus dem Kaiserlichen Gesundheitsamte. Band 35, 1910, Seiten 404–429.
- mit Anton Halenke: Vergleichende Versuche über den Säurerückgang in gezuckerten und ungezuckerten Weinen des Jahres 1910 aus dem Weinbaugebiet der Pfalz. In: Weinbau und Weinhandel. Band 30, № 15 & 16, 1912.
- mit Christian Schätzlein: Untersuchungen über den Einfluß verschiedener kellerwirtschaftlicher Maßnahmen auf den Säurerückgang bei Pfalzweinen. In: Arbeiten aus dem Kaiserlichen Gesundheitsamte. Band 49, 1913, Seiten 521–529.
- mit H. Müller: Beitrag zur Beurteilung des Wassergehaltes in Wurstwaren. In: Zeitschrift für Untersuchung der Nahrungs- und Genußmittel sowie der Gebrauchsgegenstände. Band 33, 1917, Seiten 31–35.
- mit Georg Fießelmann: Über die Zusammensetzung einiger 1915-er und 1916-er Weine von Semendria (Serbien). In: Zeitschrift für Untersuchung der Nahrungs- und Genußmittel sowie der Gebrauchsgegenstände. Band 33, 1917, Seiten 239–240.
- mit Christian Schätzlein: Untersuchungen über den Säurerückgang bei 1913-er Pfalzweinen. In: Zeitschrift für Untersuchung der Nahrungs- und Genußmittel sowie der Gebrauchsgegenstände. Band 35, 1918, Seiten 158–167.
- Zur Weinentsäuerung mit Dikaliumtartrat. In: Wein und Rebe. Band 1, Heft 12, 1920, Seiten 782–788.
- Über den Gehalt an Arsen in 1921er Trauben, Most und Wein als Folge der Schädlingsbekämpfung. In: Wein und Rebe. Band 4, 1922, Seiten 179–181.
- Das Schönen von Wein mit Ferrocyankalium. In: Zeitschrift für Untersuchung der Nahrungs- und Genußmittel sowie der Gebrauchsgegenstände. Band 48, 1924, Seiten 96–103.